# Gottlob August Liebe

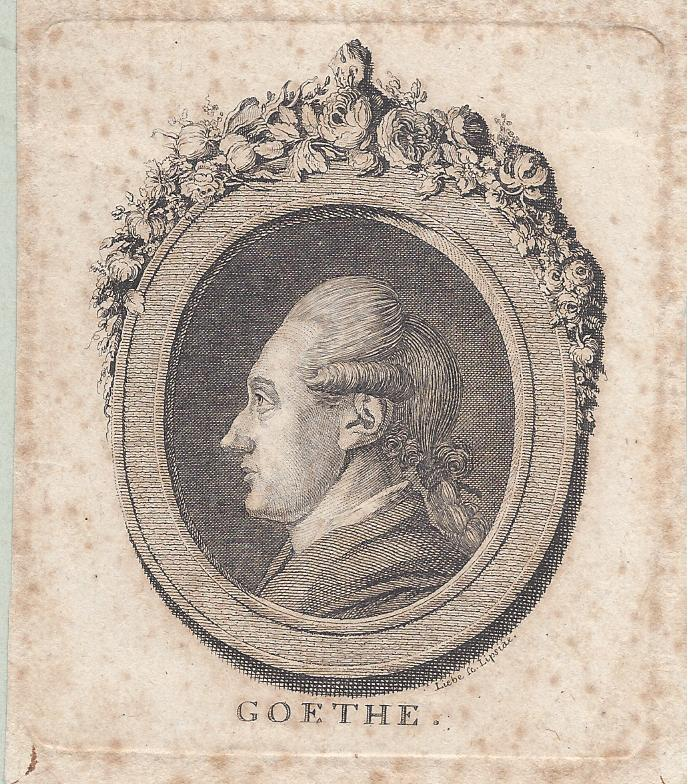
Goethe-Stich von Liebe nach Lips

Gottlob August Liebe  (geb. 23. Oktober 1746 in Halle (Saale); gest. 31. Mai 1819 ebenda) war ein deutscher Graphiker und Kupferstecher und wissenschaftlicher Illustrator.

## Leben
Liebe war Schüler von Adam Friedrich Oeser und ab 1760 Universitätskupferstecher an der Universität Halle-Wittenberg wie schon sein Vater Christian Gottlob Liebe (1696–1753). Außerdem lehrte Liebe an der Leipziger Akademie Radieren. Er stach u. a. Porträts von Gelehrten und Komponisten beziehungsweise Stadtansichten, aber auch Genrebilder wie Hexenmeister, Achimist. Selbst einen Goethe-Stich hatte Liebe nach einer Zeichnung von Georg Friedrich Schmoll von 1774 nach Johann Heinrich Lips gestochen. Ebenso hatte er Christoph Martin Wieland nach einer Zeichnung von Georg Oswald May gestochen. Zum Teil haben sich nicht nur die Drucke nach seinen Stichen, die zahlreiche Verbreitung fanden, erhalten, sondern zum Teil auch die Druckplatten wie bei einer Stadtansicht von Zeitz oder auch von der Saline in Halle von 1781.